# Grimm 31
Grimm 31 va ser una casa d'un comerciant d'Hamburg a l'illa de Grimm, al centre d'Hamburg, Alemanya.
La casa va ser construïda a la primera meitat del segle xvi i destruïda el 1943 per les bombes.
És coneguda sobretot pel seu sostre de fusta adornat de la segona meitat del segle xvii, que ha estat a l'Hamburgmuseum des de 1922. El sostre va ser encarregat pel llavors propietari, el comerciant Christian Hasenbank.
El sostre de pi completament decorat va ser un dels molts exemples de les cases comercials d'Hamburg, però és probablement l'únic exemple del segle xvii que continua sent accessible. La pintura és d'un artista desconegut dels taulers de pi, 151 dels quals encara es conserven. Al Museu d'Hamburg està reconstruït en 17 bigues amb 68 taules addicionals. L'obra d'art barroc inclou putti i altres figures d'actes lúdics i pujats de to. A la imatge, hi ha diversos acudits: mostra Caín i Abel, en referència a un vell Hamburg dient que "El Grimm" és el carrer més antic del món, ja que, segons la Bíblia, Caín va matar Abel "im Grimm" ("amb ràbia").